# New Zealand State Highway 1
New Zealand State Highway 1 ou State Highway 1 é a maior e mais importante rodovia da Nova Zelândia. Conecta a Ilha Sul e a Ilha Norte, passando por várias cidades principais. A rodovia recebe duas denominações oficias: SH 1N e SH 1S.